# Mendota (Califòrnia)
Mendota és una població del Comtat de Fresno a l'estat de Califòrnia (Estats Units).

## Demografia
Segons el cens del 2006 tenia 9.752 habitants. Segons el cens del 2000, Mendota tenia 7.890 habitants, 1.825 habitatges, i 1.545 famílies. La densitat de població era de 1.629,1 habitants/km².
Dels 1.825 habitatges en un 53,4% hi vivien nens de menys de 18 anys, en un 56,8% hi vivien parelles casades, en un 16,9% dones solteres, i en un 15,3% no eren unitats familiars. En el 9,1% dels habitatges hi vivien persones soles el 3,9% de les quals corresponia a persones de 65 anys o més que vivien soles. El nombre mitjà de persones vivint en cada habitatge era de 4,32 i el nombre mitjà de persones que vivien en cada família era de 4,38.
Per edats la població es repartia de la següent manera: un 33,9% tenia menys de 18 anys, un 15,3% entre 18 i 24, un 30,9% entre 25 i 44, un 14,7% de 45 a 60 i un 5,2% 65 anys o més.
L'edat mediana era de 25 anys. Per cada 100 dones de 18 o més anys hi havia 142 homes.
La renda mediana per habitatge era de 23.705 $ i la renda mediana per família de 22.984 $. Els homes tenien una renda mediana de 17.500 $ mentre que les dones 21.319 $. La renda per capita de la població era de 6.967 $. Entorn del 35,2% de les famílies i el 41,9% de la població estaven per davall del llindar de pobresa.

## Poblacions properes
El següent diagrama mostra les poblacions més properes.